# Valentina Zenere
Valentina Zenere (Buenos Aires, 1997. január 15. –) argentin énekesnő, színésznő, táncosnő és modell.

## Élete és pályafutása
2016 és 2018 között a Soy Luna című sorozatban szerepelt. 2019-ben a Juacas című sorozatban szerepelt. 2020-ban a Lányok a vonalban című sorozatban szerepelt. 2022-ben az Elit című sorozatban fog szerepelni.

## Filmográfia

### Televíziós szerepek
| Év        | Magyar cím        | Eredeti cím                   | Szerep                               | Megjegyzések                        |
| --------- | ----------------- | ----------------------------- | ------------------------------------ | ----------------------------------- |
| 2022      | Elit              | Elite                         | Isadora                              | főszereplő                          |
| 2021      |                   | Soy Luna: El último concierto | Ámbar Smith                          | különkiadás                         |
| 2017      | Lányok a vonalban | Cable Girls                   | Camila Salvador                      | főszereplő                          |
| 2019      |                   | Juacas                        | Ámbar Smith                          | 1 epizód                            |
| 2016–2018 | Soy Luna          | Soy Luna                      | Ámbar Smith                          | főszereplő magyar hangja Vadász Bea |
| 2013–2014 |                   | Aliados                       | Mara Ulloa                           | mellékszereplő                      |
| 2011      |                   | Los únicos                    | Jessica Cervantes                    | mellékszereplő                      |
| 2010      | Majdnem angyalok  | Casi Ángeles                  | Alai Inchausti / Alai Morales Romero | főszereplő                          |

## Díjai
- Nickelodeon Kids’ Choice Awards (2016, Mexikó és Kolumbia)[6][7]